# La reina del Chantecler
La reina del Chantecler es una película dramática española dirigida por Rafael Gil y protagonizada por Sara Montiel, que se estrenó en 1962.

## Argumento
La Bella Charito triunfa en el teatro Chantecler de Madrid como la estrella del cuplé durante la Primera Guerra Mundial. Por su gran belleza y talento tiene a todos los hombres adinerados a sus pies que le obsequian con joyas y toda clase de regalos, pero ella está enamorada del joven periodista Federico de la Torre, y hace oídos sordos a los que le dicen que ese hombre es un vividor y un sinvergüenza que la engaña con otras.
Madrid entonces era un hervidero de espías de todas las naciones por ser la capital de uno de los pocos países europeos neutrales durante la guerra y por ello albergar a gran parte de las clases altas de todos los países que habían huido del conflicto. Incluso Charito es tentada con carísimas joyas por trabajar como espía para Henri Duchel, el jefe de los servicios secretos franceses, pero ella lo rechaza. Pero Federico sí se dedica desde hace tiempo al espionaje junto con su antigua amante la marquesa de Monteluna, y Charito se ve obligada a ayudarle para evitar que el marido de ella lo retara a un duelo al confundir sus encuentros con citas amorosas y no poder aclararle su verdadera razón. Así Charito abre por fin los ojos y deja a Federico y para huir del escándalo que se desata decide viajar una temporada a San Sebastián.
Nada más llegar al País Vasco se entera de que hay fiestas en Oyarzun y recuerda a Santi, un joven pelotari con el que se encontró en Madrid y decide ir a su encuentro. El joven desconoce la profesión de Charito y ni siquiera su verdadero nombre ya que ella se presenta ante el como Margarita y durante las fiestas ambos jóvenes se enamoran. Ella conoce a su familia, carlista y muy conservadora, y ella se comporta como una chica tradicional. Pero su idilio se ve interrumpido cuando aparece Federico y Mata Hari y ella tiene que volver a actuar al casino de San Sebastián tras presenciar como la espía es entregada en la frontera Francesa. Además, los amigos de Santi le revelan la verdadera identidad de Charito y el joven va al teatro a confirmarlo. Cuando la descubre en el escenario se va desolado y aunque ella intenta alcanzarlo, no puede evitar que se suicide y sea arrastrado por una ola en el espigón del puerto durante una tormenta, truncándose así las esperanzas de Charito de dejar el espectáculo y tener una vida como las demás mujeres.

## Reparto
- Sara Montiel: la Bella Charito[5]
- Alberto de Mendoza: Federico de la Torre
- Luigi Giuliani: Santi de Alcíbar[6]
- Greta Chi: Mata Hari
- Gérard Tichy: Henri Duchel
- Amelia de la Torre: Adelina
- Milagros Leal: Doña Pura
- Ana Mariscal: Carola, condesa de Valdeluna
- Julia Caba Alba: Doña Exaltación
- José Franco: Don Pagaré
- José Orjas: Empresario
- Pedro Osinaga: Iñaki Aguirre
- Francisco Piquer